# Микитівська сільська рада (Ямпільський район)
Микиті́вська сільська́ ра́да — колишній орган місцевого самоврядування в Ямпільському районі Сумської області. Адміністративний центр — село Микитівка.

## Загальні відомості
- Населення ради: 524 особи (станом на 2001 рік)

## Населені пункти
Сільській раді підпорядковані населені пункти:
- с. Микитівка
- с. Зелена Діброва
- с. Зорине

Колишні населені пункти
- с. Протопопівка

## Склад ради
Рада складалася з 12 депутатів та голови.
- Голова ради: Ковальов Василь Петрович
- Секретар ради: Ігнащенко Олена Сергіївна

### Керівний склад попередніх скликань
| Прізвище, ім'я, по батькові | Основні відомості                                                 | Дата обрання | Дата звільнення |
| --------------------------- | ----------------------------------------------------------------- | ------------ | --------------- |
| Ковальов Василь Петрович    | Сільський голова, 1953 року народження, освіта вища, безпартійний | 26.03.2006   | 31.10.2010      |
| Ковальов Василь Петрович    | Сільський голова, 1953 року народження, освіта вища, безпартійний | 31.10.2010   |                 |

Примітка: таблиця складена за даними сайту Верховної Ради України